# Vincenc Charvát
Vincenc Charvát (13. ledna 1889 Třebíč – 25. ledna 1947 Praha) byl moravský politik a poslanec Národního shromáždění, redaktor, spisovatel a překladatel

## Biografie
Vystudoval gymnázium na Žižkově a slovanskou filologii na Filozofické fakultě Univerzity Karlovy v Praze a na Vídeňské univerzitě. Během studií působil jeden rok jako domácí učitel na Ukrajině.
Za 1. světové války sloužil u 81. pěšího pluku, dne 10. 9. 1917 byl zajat ve funkci četaře j. d. (jednoroční dobrovolník) v Sulferu. V letech 1917–1918 byl redaktorem časopisu Čechoslovan v Kyjevě. Do legií vstoupil 8. 3. 1918 jako vojín do 2. dělostřelecké brigády, 12. 8. 1919 se jako vojín vrátil do vlasti.
Po návratu do vlasti se účastnil politické činnost v Československé sociálně demokratické straně dělnické (ČSDSD) a stal se redaktorem časopisu Přerod. V letech 1920–1925 se stal poslancem Národního shromáždění a předsedou Svazu československých legionářů; 1921–1923 redaktorem Sociálního demokrata, 1925–1938 byl členem předsednictva Československé obce legionářské a redaktorem Práva lidu; 1929–1934 šéfredaktorem Večerníku Práva lidu a Ranních novin. Od r. 1920 se stal předsedou představenstva tiskového a nakladatelského družstva Československých legionářů Čin.
Spolupracoval se Slovanským přehledem, kde se věnoval především ukrajinské problematice; překládal z ruské a ukrajinské literatury. Vyvíjel rozsáhlou činnost osvětovou, především v Dělnické akademii, kde byl řadu let místostarostou. Na počátku německé okupace byl vězněn v nacistickém koncentračním táboře Buchenwald, odkud se vrátil s podlomeným zdravím.
V parlamentních volbách v roce 1920 získal poslanecké křeslo v Národním shromáždění za ČSDSD. Podle údajů k roku 1920 byl úředníkem Ministerstva zahraničních věcí, bytem v Bubenči. V letech 1921–1923 byl představitelem Neodvislé radikální sociálně demokratické strany (NRSDS). V roce 1923 se stal členem poslaneckého klubu Socialistického sjednocení. V roce 1924 se vrátil do ČSDSD.
Rozkol s ČSDSD u něj proběhl již dříve, koncem roku 1920. Tehdy se po prosincové generální stávce spolu s dalšími třemi poslanci oddělil od mateřské strany (šlo o dodatečný rozkol probíhající paralelně s dřívějším štěpením strany na pravici a levici a vznikem KSČ). Tito čtyři rebelové původně směřovali k vstupu do rodící se komunistické strany, ale odmítali dvacet jedna podmínek Kominterny a od počátku plánovali v tomto smyslu ovlivnit komunistickou stranu. Jejich záměry ale byly vyzrazeny a skupina tak byla izolována a založení KSČ proběhlo bez nich. Ustavili Klub sociálnědemokratických odborových a zájmových pracovníků a zůstávali nezávislou frakcí.

## Dílo

### Překlady
- Z hlubin duše – Mychajlo Mychajlovič Koćubyńskyj; úvod napsal Hipolyt Boczkowski. Telč: Emil Šolc, 1910
- Živá mrtvola – Lev Nikolajevič Tolstoj; dle vydání A. L. Tolsté a Vl. G. Čertkova. Žižkov: Štorkán a Jaroš, 1911
- Nemohu mlčet – L. N. Tolstoj; O trestu smrti v Rusku – studie H. Boczkowského. Praha: Štorkán a Jaroš, 1911
- Povídky – Ivan Franko. Praha: Antonín Svěcený, 1913
- Ukrajinské pohádky – ze sbírek V. Hnaťuka a V. Hrinčenka. Praha: A. Svěcený, 1913
- Student – Volodymyr Vynnyčenko. In: 1000 nejkrásnější novel č. 46, Praha: J. R. Vilímek, 1913
- Ruské pohádky – vypravil Viktor Nikodém. Praha: Čin, 1922
- Co jest inteligence?: z knihy "Istorija russkoj obščestvennoj mysli" – Ivanov Razumnik. Praha: Vrbenský a V. Borek, 1924?
- Ukrajinské pohádky – ze sbírek Borys Hrinčenka a Ivana Rudčenka vybral a přeložil; ilustrovali Ivan Mozalevskij a Valentina Rozová-Mazalevskaja. Praha: Čin, 1924
- Modravé písčiny: román – Vsevolod Vjaceslavovič Ivanov; překlad a stať o autorovi. Praha: Čin, 1925
- Zpověď caru Mikuláši I. – Michail Aleksandrovič Bakunin. Praha: Pokrok, 1926
- Stíny zapomenutých předků – M. M. Kociubynśkyj. Praha: Pokrok, 1926
- Pampeliška a jiné ruské pohádky – napsal a kreslil Ivan Kalužný; přeložili J. Severýnová a V. Charvát. Praha: A. Svěcený, 1927
- Sen. Na skalnatém pobřeží – M. M. Kocjubyns’kyj. Praha: s. n., 1927
- Sovětské Rusko a Ukrajina: dobytí Ukrajiny Sovětským Ruskem – Arkadij Životko. Praha: Pomocný výbor pro hladovějící na Ukrajině, 1933
- Za modrou liškou – M. Marjenkov; s ilustracemi V. Fialy. Praha: A. Svěcený, 1935
- Mnichové a ženy: román – Iosif Fedorovič Kallinikov. Praha: Čin, 1936
- Při řekách babylonských: román – I. F. Kallinikov. Praha: Čin, 1936
- Amundsen: vítěz nad dvěma póly – Aleksandr Stepanovič Jakovlev; s ilustracemi a s obálkou V. Fialy; redakcí Karla Krause. Praha: Ústřední dělnické knihkupectví a nakladatelství, 1937
- Zrození hrdiny: sovětský román – Jurij Nikolajevič Libedinskij. Praha: Práva lidu, mezi 1930–1939
- Sobí lidé: život Imtěurgina staršího – Teki Odulok; z ruštiny; obrázky V. Kurdov; doslov Eva Kaslová. Praha: SNDK, 1951

### Jiné
- Náš odboj: tourné výstavy "Památníku odboje" odd. M. N. O. 1920 – Vincenc Charvát, Bohumil Přikryl, Miloslav Niederle, Rudolf Novák, František Melichar, Bohumil Klír. Praha: 1920
- V noci: povídky – Vladimir Galaktionovič Korolenko; přeložil František Šifter; V. Charvát napsal úvod. Praha: Čin, 1922
- Socialista: list socialistického sjednocení – Praha: Theodor Bartošek a Vincenc Charvát, 1923–1925
- Ukrajinci a jejich osvobozenecké hnutí – V. Charvát, E. Strauss; přeložil Josef Falta. Brno: Vil'na hromada, 1928
- Dohoda Polsko-Ukrajinská – V. Charvát. Praha: s. n., 1936
- Stavitel chrámu: památník básníka myslitele Otokara Březiny – redakční kruh Emanuel Chalupný, Vincenc Charvát, D. M. Pavlíček, Jaroslav Šíma; výtvarný doprovod, frontispice, titul, obálka a vazba František Bílek. Praha: Čin, 1941